# ミズガヤツリ
ミズガヤツリ Cyperus serotinus Rottb. 1773 はカヤツリグサ科の植物の1つ。この類では大型になるもので、あまり扁平でない黒っぽい小穂を疎らにつける。水田雑草としても知られる。

## 特徴
やや大型になる多年生の草本。根茎があり、そこから伸びた匍匐茎の先端に塊茎を付ける。茎葉やや束になって出て、草丈は50～100cm程。花茎の基部から出る葉は一株に数枚あって長さ50～60cmかそれ以上、幅の広い線形で先端は次第に尖る。基部の鞘は赤褐色になる。
花期は8～10月。花茎は断面が3稜形で、やや太くて滑らかになっている。花序は花茎の先端について複散房状、苞は3～4枚、葉身がよく発達して花序より長くなる。時にその長さは50cmを超える。苞葉の中心には花序があり、更に数本の柄が伸びて、更に2～3回分枝を出し、それぞれに分花序を付ける。分花序は多数の小穂が並んだもので、その軸にはまばらに刺毛がある。小穂は長さ1.5cm程で長楕円状線形、紫褐色から赤褐色をしており、20個ほどの小花を2列に並べて付ける。鱗片は広卵形で長さは約2.5mm、先端は鈍く尖り、赤褐色で中肋は緑色となっており、縁はやや内側に巻く。痩果はほぼ円形で長さ1.5mm、断面は凸レンズ型で褐色に熟する。また痩果は小穂の軸に対して凸レンズ型の面を向けており、いわば横長な形についている。花柱は長さ約1.5mmで柱頭は2つに割れている。
和名は水ガヤツリであり、水辺に生えるカヤツリグサの意で、また別名にはオオガヤツリがあり、こちらは全体に大柄であることに依る。学名の方は遅咲きのカヤツリグサの意で、本種が夏以降に穂を出すことによると考えられる。

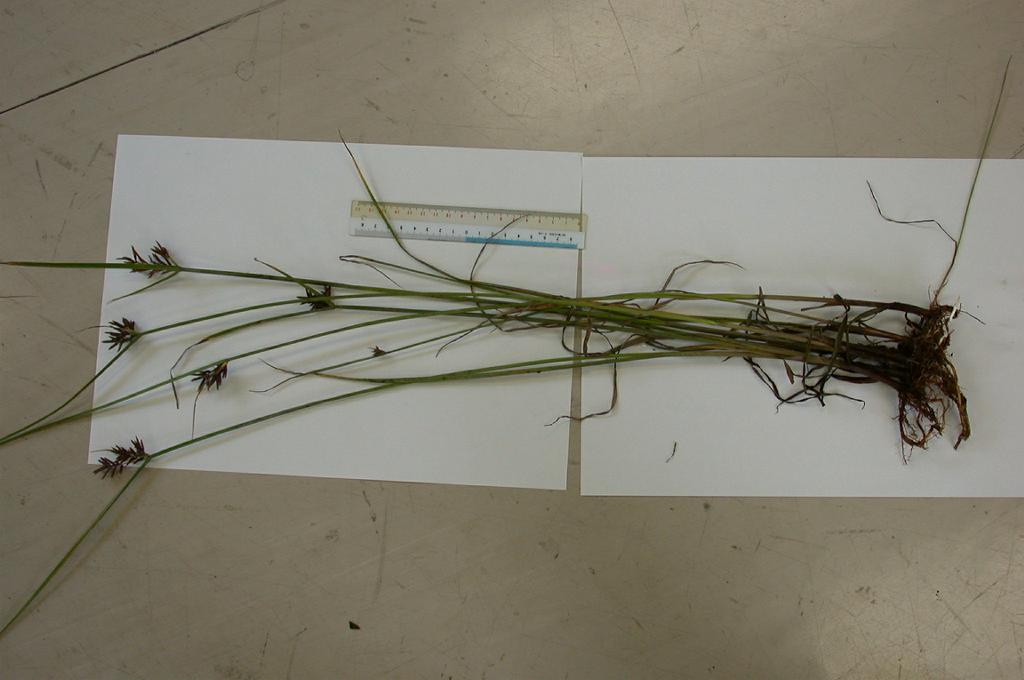
全体の形
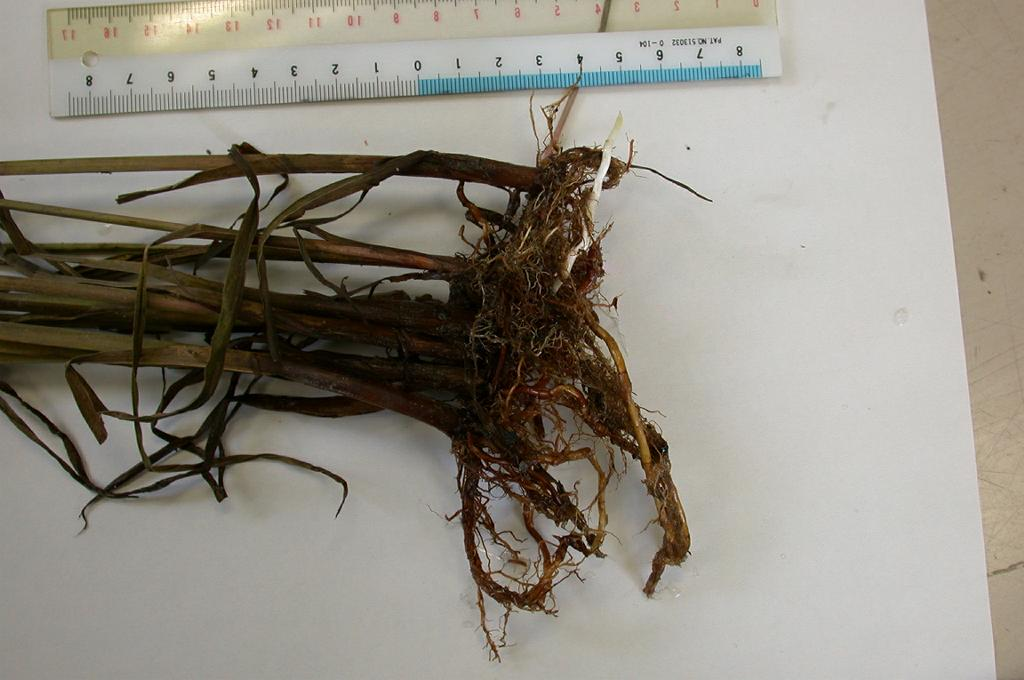
根茎、匍匐茎の様子
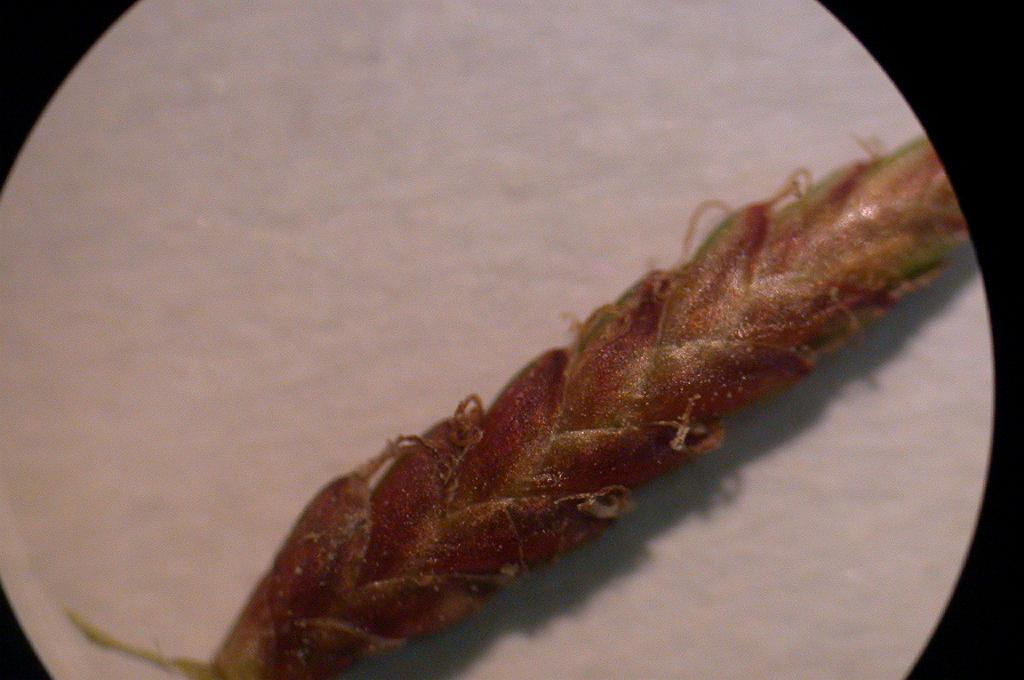
小穂の拡大像
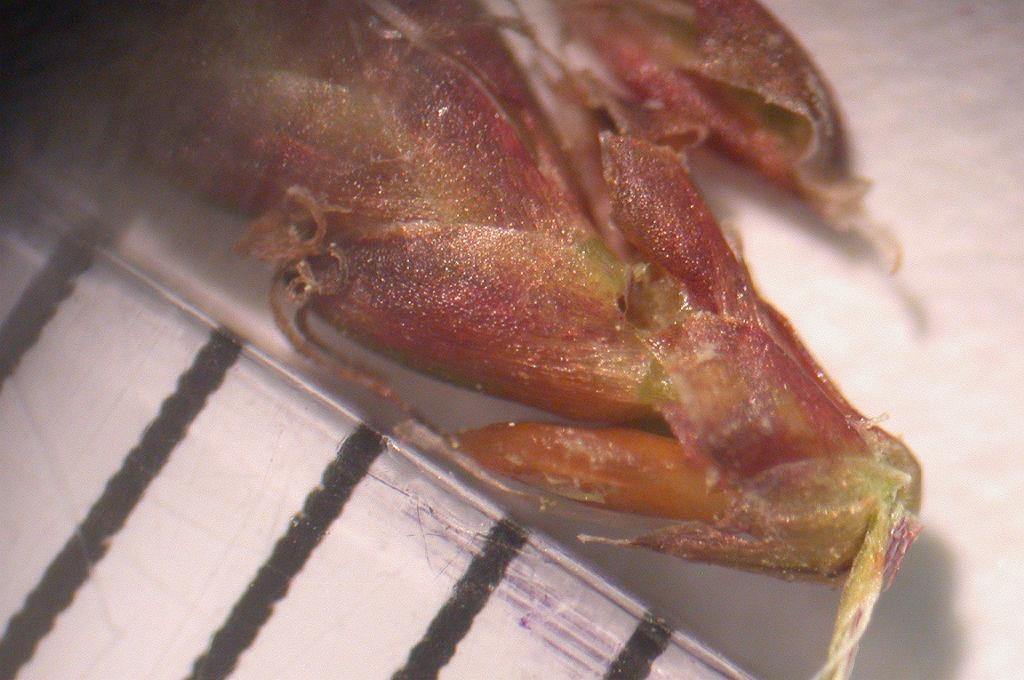
鱗片を剥がして果実を示す 扁平な果実は面を軸に向けている
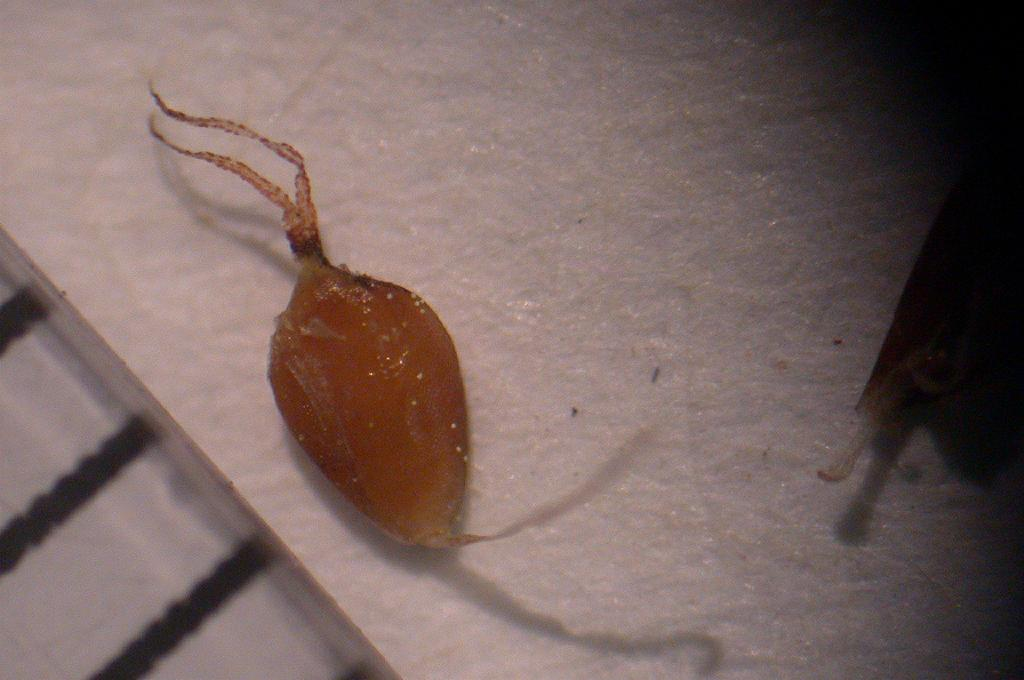
果実と柱頭を示す
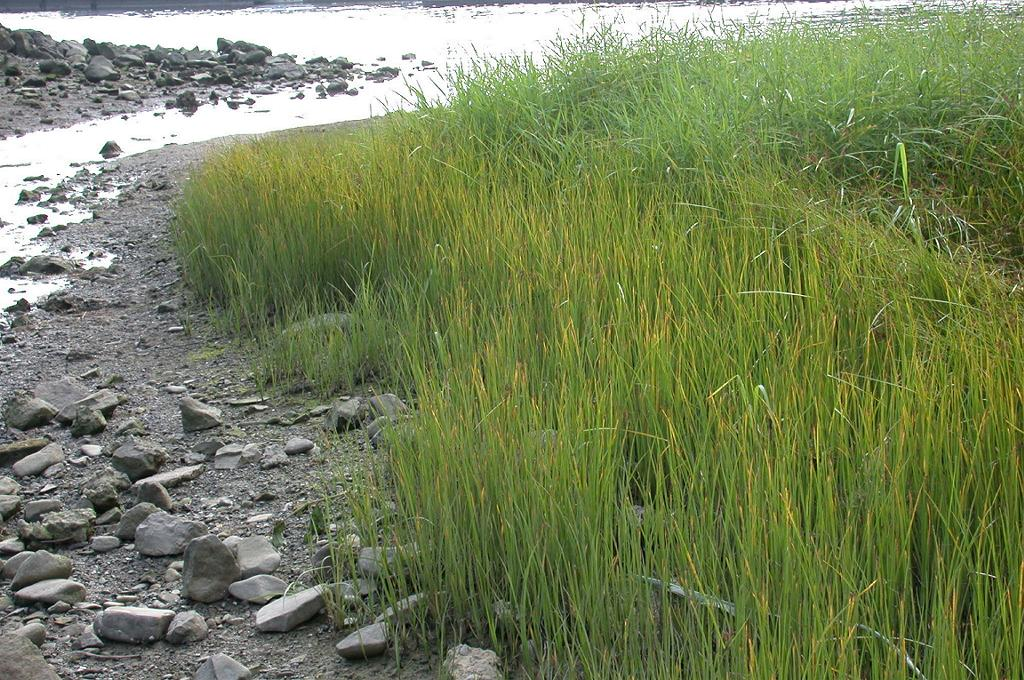
河口域にある群落の様子

## 分布と生育環境
日本では北海道から琉球列島まで広く分布しており、また国外では朝鮮半島、中国、台湾、インド、ヨーロッパに渡る分布域を持つ。
湿地に生える植物で、原野の沼沢地や水田などに見られる。日当たりのよい休耕田や湿地に生える。一頃には水田雑草として重視されたこともある。それについては以下に詳説する。

## 生活環など
本種は後述のように水田雑草として重視されたことがあり、それに関しての研究が多く、以下のようなことが知られている。
種子は1本の花柄当たり700～1500個、自発的な休眠性はなく、昼間は20～30℃、夜間は10～15℃と変化する条件でよく発芽する。光条件は影響しないとの調査結果もあるが、変温条件下で光が当たった時に最もよく発芽する、という結果もある。水深は浅い方がよいようで、これは酸素要求度が高いことによると思われる。発芽そのものは7月下旬から8月上旬にもっとも盛んになると言われ、本種では種子の発芽も大きな繁殖源となっている。
塊茎は10～42℃で芽を出し、その最適温度は30～35℃、また0度以下、45度以上の温度では死滅する。その出芽には酸素を多く必要とし、低酸素状態では発芽せず、更に高温では死滅しやすくなり、例えば低酸素水塊の中で30度で維持した場合には20日で全て死滅する。また乾燥にも弱く、塊茎の水分含有量が40％程度に低下すると漸次死亡する。
塊茎から発芽した場合、苗はその当初には塊茎の栄養を使用して生長し、それを使い尽くすのは本場が2～3枚展開した頃であると思われる。葉1枚が展開するのに要する時間は25℃ではおおむね4日である。成長した株ではその葉の総数は20枚前後となる。
株が成長すると基部から地下茎を伸ばし、その先端に分株を発生することで増殖を始める。株の葉数が3～4枚に達すると地下茎が伸び始めることが多く、地下茎の発生から子株の形成までは5～7日を要する。ただし寒冷地では株の葉数が7～8枚になって地下茎を伸ばす、とも言う。1つの株から出る地下茎の数は最大で10との調査もあるが、7本には達しないとも言う。いずれにせよこれによって2次の株を生じ、それが成長すると更に地下茎を伸ばし、分株の発生は6～7次までに及ぶ。分株はその当初は親株から栄養補給を得ていることが確かめられている。
本種の花穂が出るのは8月中旬以降で、本種は短日性植物である。これと同時期に地下では塊茎が形成され始める。実験的には低温の方が塊茎の形成がよく、高温で阻害されることから、温度条件も強く関与していると思われ、塊茎形性の適温は20℃前後であろうとされる。

## 分類、類似種など
カヤツリグサ属には世界に700種、日本に40種以上があり、その中で本種は大柄になり、根出葉と苞葉が発達し、分花序が多数の小穂をつけて瓶洗いのブラシのような姿をしておることなどが特徴である。このような点で共通するものとしてはオニガヤツリ C. polosus 、ウシクグ C. orthostachyus などがあるが、本種は柱頭が2つに割れている点で区別できる。ヌマガヤツリ C. glomeratus なども大型になるもので花序の形なども似ているが、小穂は仮軸に対して大きな角度を取らなく、房状の外見になる。

## 利害
本種は水田にも出現するもので、特に昭和期の後期、重要な水田雑草として注目された。水田では雑草の処理は古くより大きな課題であったが、その中心は1年生の雑草であった。しかし昭和30年代後半より有効な除草剤が利用させるようになり、それによってそれまで行われていた手取除草や機械除草があまり行われなくなったことから、多年生雑草の繁茂が目立つようになった。これはその頃の除草剤が多年生雑草には効果が低かったことも影響し、また水稲の作季が早くなったこと、栽培法の機械化が進んだことなども多年生雑草の生育に好適な環境を提供したとも考えられている。他に裏作をしない傾向が強まったこと、秋冬耕が行われなくなったことも本種の増加の原因に挙げられている。そんな中で本種もそのような多年生雑草の重要な一つと位置づけられるようになった。
山岸(1983)によると、水田への出現は日本全国に及ぶが、特に早期・早植栽の地域や直播栽培の地域に多く見られ、多いところでは水田の50％に出現したという。その被害は本種の発生状況や稲の栽培条件などで大いに異なるが、甚だしい場合には収穫が皆無に近い状態になることもあるという。防除法には幾つかあり、たとえば耕起によって寒冷期に塊茎を露出させると低温と乾燥で死滅し、露出しないまでも浅い層に出たものは死亡率が高くなる。代掻きは生育の始まった芽を土中に埋没させることで枯死させる効果が大きい。また裏作などで畑として利用することでも本種を押さえることが出来、畑作に転換して2～3年後に水田に復元すると発生がなくなることなども知られている。
また、本種は同様な多年生の水田雑草、例えばオモダカやウリカワなどに比してより土壌水分が少ない環境でも発育が可能であることから水田から転換した畑においても出現し、これは特に冬期に積雪が多く、また重粘土壌が広く分布する北陸地域において顕著であった。
なお近年は湿田の減少などによって生育地が急減しているとも言われる。

## 保護の状況
環境省のレッドデータブックでは指定がないが、県別では香川県で絶滅危惧I類の指定がある。香川県では生育環境が減少していることと、群生することがなく個体数が限定されていることを問題としている。